# Messaâd
Messaâd, o Messad, è una città dell'Algeria. Si trova a circa 180 km a sud di Algeri. Durante il periodo romano era conosciuta come Castellum Dimmidi dopo che i Romani sotto l'imperatore Settimio Severo si impossessarono dell'insediamento. Non è chiaro se la seconda parte del nome, Dimmidi, era un nome nativo traslitterato in latino, o un nuovo nome dato dai Romani.
Come l'appellativo Castellum (castello) suggerisce, l'insediamento era una fortezza lungo il Limes Tripolitanus, il confine meridionale della provincia della Numidia. Fu un insediamento prospero e ospitò un presidio romano tra il 198 e il 240 d.C. circa.